# Antoine Carion
Pour les articles homonymes, voir Carion.
Antoine Carion est un homme politique français né le 24 novembre 1815 à Dijon (Côte-d'Or) et décédé le 26 juin 1875 à Saint-Josse-ten-Noode (Belgique).

## Biographie
En février 1848, il est sous-commissaire du gouvernement dans la Côte-d'Or, en avril 1848 il est commissaire du gouvernement ad interim de la Côte-d'Or puis du 1er mai au 1er juin préfet de la Haute-Saône. Opposant à l'Empire, il est révoqué le 1er juin 1848 et exilé après le coup d’État du 2 décembre 1851, vivant en Belgique jusqu'en 1870. Il est représentant de la Côte-d'Or de 1871 à 1875, siégeant au groupe de l'Union républicaine.

## Sources
- « Antoine Carion », dans Adolphe Robert et Gaston Cougny, Dictionnaire des parlementaires français, Edgar Bourloton, 1889-1891 [détail de l’édition]